# Sorbets (Gers)
Sorbets – miejscowość i gmina we Francji, w regionie Oksytania, w departamencie Gers.
Według danych na rok 1990 gminę zamieszkiwały 203 osoby, a gęstość zaludnienia wynosiła 22 osoby/km² (wśród 3020 gmin regionu Midi-Pyrénées Sorbets plasuje się na 860. miejscu pod względem liczby ludności, natomiast pod względem powierzchni na miejscu 1149.).